# Seznam vrcholů v Javořické vrchovině

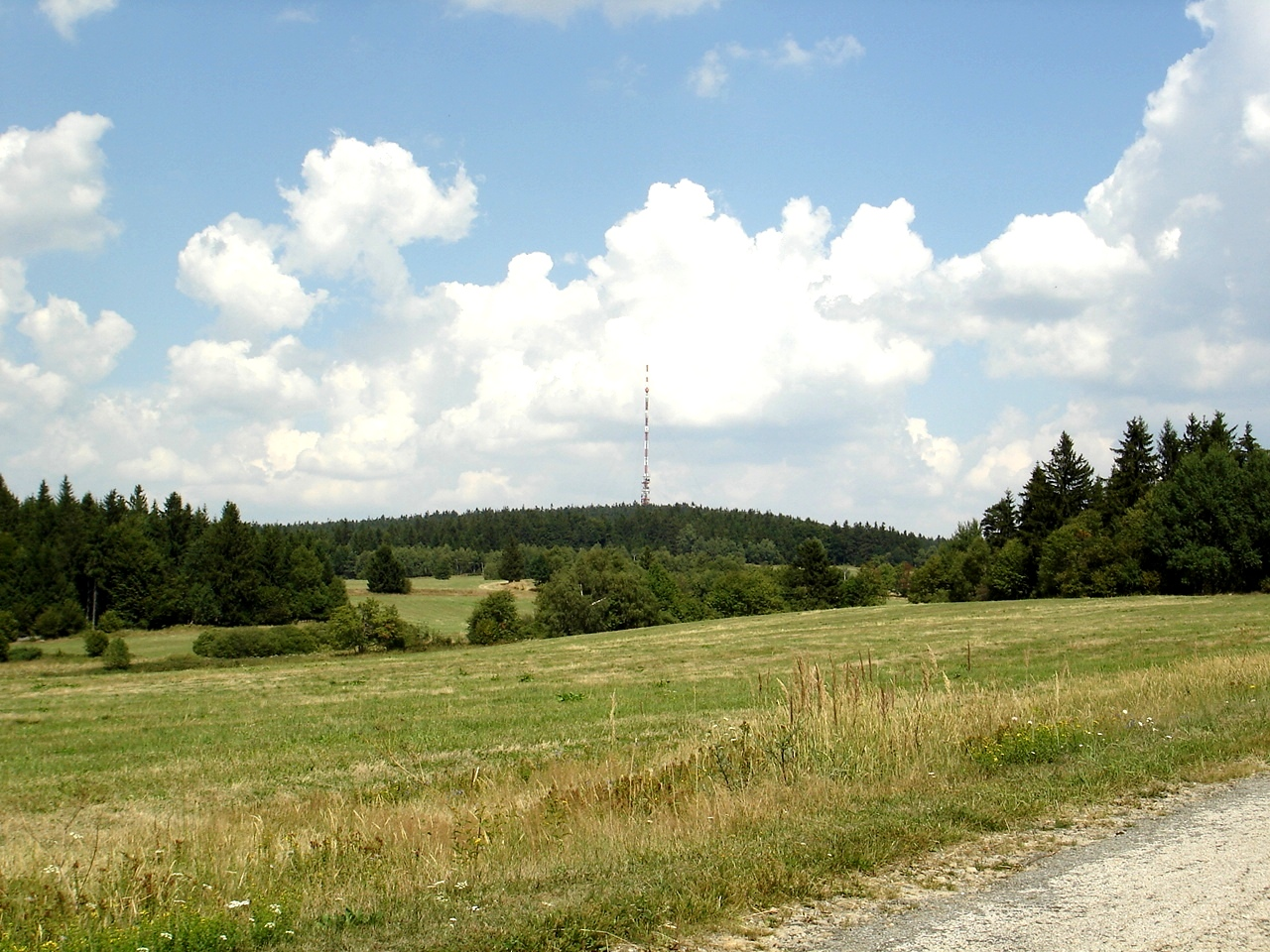
Javořice (837 m)

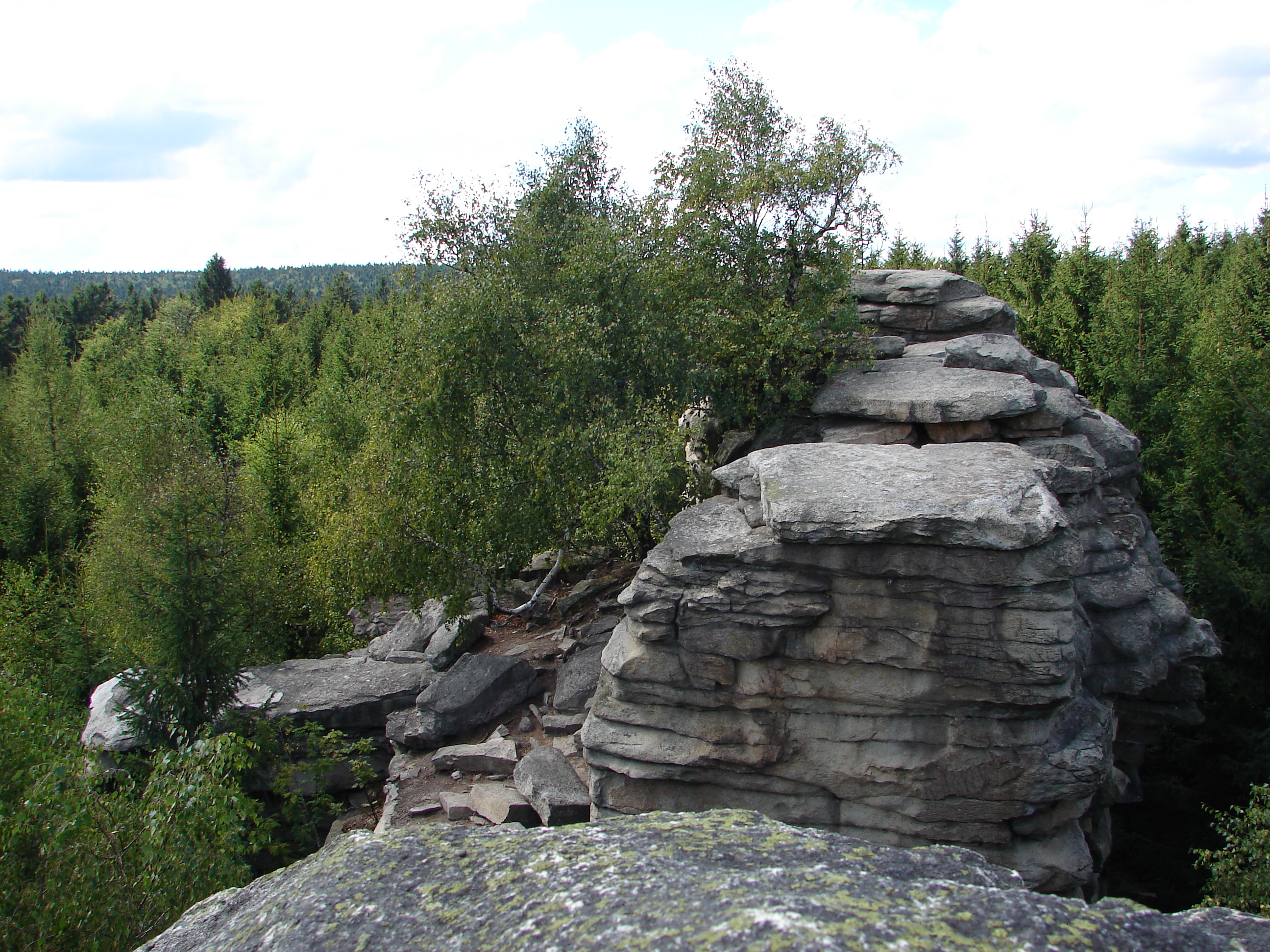
Míchova skála (783 m)

Seznam vrcholů v Javořické vrchovině obsahuje pojmenované javořické vrcholy s nadmořskou výškou nad 700 m. Seznam je založen na údajích dostupných na stránkách Mapy.cz a ze základních topografických map dostupných na Geoportálu Zeměměřického úřadu. Jako hranice pohoří byla uvažována hranice stejnojmenného geomorfologického celku.

## Seznam vrcholů podle výšky
Seznam vrcholů podle výšky obsahuje pojmenované javořické vrcholy s nadmořskou výškou nad 700 m. Celkem jich je 42, nejvyšší je Javořice (837 m n. m.), nejvyšší hora celé Českomoravské vrchoviny.

| #   | Vrchol            | Výška m n. m. | Souřadnice                       | Okrsek                   | Přístup                                            |
| --- | ----------------- | ------------- | -------------------------------- | ------------------------ | -------------------------------------------------- |
| 1.  | Javořice          | 837           | 49°13′15″ s. š., 15°20′23″ v. d. | Řásenská vrchovina       | zelená turistická značka                           |
| 2.  | Míchův vrch       | 791           | 49°14′14″ s. š., 15°21′23″ v. d. | Řásenská vrchovina       | neznačeno                                          |
| 3.  | Skelný vrch       | 788           | 49°15′21″ s. š., 15°20′40″ v. d. | Řásenská vrchovina       | neznačeno                                          |
| 4.  | Velký skalní vrch | 785           | 49°14′03″ s. š., 15°19′46″ v. d. | Řásenská vrchovina       | neznačeno                                          |
| 5.  | Míchova skála     | 783           | 49°13′43″ s. š., 15°21′40″ v. d. | Řásenská vrchovina       | zelená turistická značka                           |
| 6.  | Široký kámen      | 771           | 49°12′56″ s. š., 15°21′08″ v. d. | Řásenská vrchovina       | neznačeno                                          |
| 7.  | Rovina            | 761           | 49°15′16″ s. š., 15°21′41″ v. d. | Řásenská vrchovina       | neznačeno                                          |
| 8.  | Hradisko          | 761           | 49°09′15″ s. š., 15°20′16″ v. d. | Pivničky                 | modrá turistická značka · zelená turistická značka |
| 9.  | Stříbrný vrch     | 760           | 49°13′58″ s. š., 15°18′19″ v. d. | Řásenská vrchovina       | neznačeno                                          |
| 10. | Pivničky          | 760           | 49°09′25″ s. š., 15°19′33″ v. d. | Pivničky                 | neznačeno                                          |
| 11. | Kozí hřbet        | 756           | 49°15′33″ s. š., 15°22′04″ v. d. | Řásenská vrchovina       | neznačeno                                          |
| 12. | Za vrškem         | 736           | 49°12′14″ s. š., 15°19′03″ v. d. | Řásenská vrchovina       | žlutá turistická značka                            |
| 13. | Vysoký kámen      | 732           | 49°05′16″ s. š., 15°11′10″ v. d. | Vysokokamenská vrchovina | žlutá turistická značka                            |
| 14. | Šibeník           | 732           | 49°05′08″ s. š., 15°13′51″ v. d. | Vysokokamenská vrchovina | neznačeno                                          |
| 15. | Horka             | 731           | 49°09′33″ s. š., 15°20′38″ v. d. | Pivničky                 | neznačeno                                          |
| 16. | V kopcích         | 729           | 49°12′48″ s. š., 15°17′08″ v. d. | Studenská pahorkatina    | neznačeno                                          |
| 17. | Vysoký kámen      | 728           | 49°03′48″ s. š., 15°14′26″ v. d. | Vysokokamenská vrchovina | neznačeno                                          |
| 18. | Vrch              | 726           | 49°13′00″ s. š., 15°22′48″ v. d. | Řásenská vrchovina       | neznačeno                                          |
| 19. | Kunějovský vrch   | 725           | 49°04′27″ s. š., 15°08′15″ v. d. | Vysokokamenská vrchovina | neznačeno                                          |
| 20. | Rácovský Lísek    | 724           | 49°16′10″ s. š., 15°22′30″ v. d. | Řásenská vrchovina       | neznačeno                                          |
| 21. | Studnice          | 723           | 49°03′21″ s. š., 15°14′56″ v. d. | Vysokokamenská vrchovina | neznačeno                                          |
| 22. | Křepílek          | 722           | 49°16′16″ s. š., 15°23′23″ v. d. | Řásenská vrchovina       | neznačeno                                          |
| 23. | Bukový vrch       | 721           | 49°02′36″ s. š., 15°16′32″ v. d. | Vysokokamenská vrchovina | neznačeno                                          |
| 24. | Malý vrch         | 717           | 49°09′41″ s. š., 15°19′53″ v. d. | Pivničky                 | neznačeno                                          |
| 25. | Řídelovský kopec  | 716           | 49°15′08″ s. š., 15°23′10″ v. d. | Řásenská vrchovina       | neznačeno                                          |
| 26. | Kamenný vrch      | 716           | 49°16′04″ s. š., 15°20′49″ v. d. | Řásenská vrchovina       | neznačeno                                          |
| 27. | Skalka            | 715           | 49°04′05″ s. š., 15°09′59″ v. d. | Vysokokamenská vrchovina | neznačeno                                          |
| 28. | Suchdolský vrch   | 714           | 49°07′19″ s. š., 15°15′15″ v. d. | Vysokokamenská vrchovina | neznačeno                                          |
| 29. | Větrov            | 714           | 48°59′33″ s. š., 15°11′03″ v. d. | Vysokokamenská vrchovina | neznačeno                                          |
| 30. | Pánův kopec       | 712           | 49°15′16″ s. š., 15°19′12″ v. d. | Řásenská vrchovina       | neznačeno                                          |
| 31. | Jelení vrch       | 709           | 49°01′44″ s. š., 15°11′29″ v. d. | Vysokokamenská vrchovina | neznačeno                                          |
| 32. | Babí hora         | 708           | 49°10′52″ s. š., 15°19′05″ v. d. | Mrákotínská sníženina    | neznačeno                                          |
| 33. | Farářský kopec    | 706           | 49°15′32″ s. š., 15°24′11″ v. d. | Řásenská vrchovina       | neznačeno                                          |
| 34. | Křížový vrch      | 705           | 49°02′46″ s. š., 15°08′37″ v. d. | Vysokokamenská vrchovina | neznačeno                                          |
| 35. | Starohuťský vrch  | 705           | 48°59′04″ s. š., 15°10′01″ v. d. | Vysokokamenská vrchovina | neznačeno                                          |
| 36. | Douchův kopec     | 704           | 49°04′37″ s. š., 15°10′41″ v. d. | Vysokokamenská vrchovina | neznačeno                                          |
| 37. | Skalka            | 703           | 49°05′56″ s. š., 15°13′09″ v. d. | Vysokokamenská vrchovina | neznačeno                                          |
| 38. | Uhliště           | 702           | 49°00′55″ s. š., 15°16′58″ v. d. | Vysokokamenská vrchovina | neznačeno                                          |
| 39. | Vondrova skalka   | 701           | 49°14′06″ s. š., 15°23′10″ v. d. | Řásenská vrchovina       | neznačeno                                          |
| 40. | Rožnovská horka   | 700           | 49°04′21″ s. š., 15°13′22″ v. d. | Vysokokamenská vrchovina | neznačeno                                          |
| 41. | Javoří hora       | 700           | 49°04′06″ s. š., 15°13′02″ v. d. | Vysokokamenská vrchovina | neznačeno                                          |
| 42. | Čihadlo           | 700           | 48°59′50″ s. š., 15°17′09″ v. d. | Vysokokamenská vrchovina | neznačeno                                          |

## Seznam vrcholů podle prominence
Seznam vrcholů podle prominence obsahuje všechny hory Javořické hornatiny s prominencí (relativní výškou) nad 100 metrů, bez ohledu na nadmořskou výšku. Celkem jich je 5. Nejprominentnější horou je nejvyšší Javořice (prominence 297 metrů), která je zároveň 4. nejizolovanější horou Česka (izolace 66,6 km).
| #  | Vrchol       | Výška m n. m. | Promi- nence | Izolace (km)      | Souřadnice                       | Přístup                                            |
| -- | ------------ | ------------- | ------------ | ----------------- | -------------------------------- | -------------------------------------------------- |
| 1. | Javořice     | 0837          | 297          | 66,6 → Mandlstein | 49°13′15″ s. š., 15°20′23″ v. d. | zelená turistická značka                           |
| 2. | Vysoký kámen | 0732          | 139          | 12,6 → Pivničky   | 49°05′16″ s. š., 15°11′10″ v. d. | žlutá turistická značka                            |
| 3. | Řasy         | 0642          | 106          | 02,9 → Kamenec    | 49°04′44″ s. š., 15°03′58″ v. d. | neznačeno                                          |
| 4. | Hradisko     | 0761          | 102          | 06,6 → Javořice   | 49°09′16″ s. š., 15°20′15″ v. d. | modrá turistická značka · zelená turistická značka |
| 5. | Homolka      | 0614          | 100          | 05,2 → Sternberg  | 49°01′50″ s. š., 14°59′20″ v. d. | neznačeno                                          |